# تيد روزنتال
تيد روزنتال (بالإنجليزية: Ted Rosenthal)‏ هو عازف جاز وعازف بيانو أمريكي، ولد في 1959.

## وصلات خارجية
- تيد روزنتال على موقع ميوزك برينز (الإنجليزية)
- تيد روزنتال على موقع أول ميوزيك (الإنجليزية)
- تيد روزنتال على موقع ديسكوغز (الإنجليزية)